# Laskonky a kremrole
Laskonky a kremrole je osmé studiové album české rockové skupiny Wohnout, vydané v roce 2014 hudebním vydavatelstvím Warner Music. Oproti předchozím albům zde došlo ke zjednodušení stylu a kapela se posunula směrem k tradičnějšímu rockovému zvuku, místy s náznakem písničkářství či blues rocku. Vedle členů skupiny se na albu podílelo také několik hostů, mezi které patří například Xavier Baumaxa či Marek Eben.

## Seznam skladeb
1. „Dobrý ráno“
2. „LSD“
3. „Barbíno?“
4. „Velmi inspirativní“
5. „Fanynka“
6. „Pohádka“
7. „Svatozář“
8. „Díky moc“
9. „Kretén“
10. „Nářadí na dobrou náladu“
11. „Vltavo“
12. „No tak ahoj“
13. „Vojáci“
14. „Indie“
15. „Laskonky a kremrole“

## Obsazení
- Jan Homola – zpěv
- Matěj Homola – kytara
- Jiří Zemánek – baskytara
- Zdeněk Steiner – bicí